# Aphis teucrii
Aphis teucrii är en insektsart. Aphis teucrii ingår i släktet Aphis och familjen långrörsbladlöss. Inga underarter finns listade i Catalogue of Life.